# 瑪德琳·葛華斯
瑪德琳·葛華斯（英語：Madeline Groves，1995年5月25日—）是一名澳洲女子游泳运动员，主项是自由泳和蝶泳。她曾於2013年、2014年、2015年和2016年獲得澳洲200公尺蝶泳全國冠軍。在2014年英联邦运动会上，她獲得200米蝶泳銅牌，並代表澳洲自由式接力隊參加預賽，最終獲得金牌。後來她代表澳洲參加2016年里约奥运，並获得女子200米蝶泳银牌。

## 生平
瑪德琳·葛華斯於1995年5月25日出生在澳洲昆士蘭布里斯班。她有兩個兄弟。她曾就讀於威爾斯頓州立小學（Wilston State Primary School）和聖彼得路德學院。2014年，她成為首屆吉娜·萊因哈特游泳傑出獎學金得主，並憑此在昆士蘭黃金海岸的邦德大學攻讀社會科學學士學位。
葛華斯在嬰兒時期便學會了游泳，並在12歲時開始參加競技游泳。青少年時期，她在2010年於萨摩亚舉行的大洋洲游泳錦標賽中，獲得100米蝶泳、200米蝶泳和4×100米混合泳接力冠軍，以及50米蝶泳亞軍。同年在夏威夷舉行的泛太平洋青少年游泳錦標賽中，她獲得200米蝶泳亞軍和100米蝶泳第五名。葛華斯在2011年暫停了游泳訓練，但在高中畢業後重返競技游泳領域。葛華斯於2008年認識了游泳教練麥可·博爾，並從2012年開始於聖彼得西部游泳俱樂部（St Peter's Western Swim Club）接受他的指導，米奇·拉金、勃朗特·巴勒特、麦迪逊·威尔逊和格蘭特·歐文等選手也在此訓練。葛華斯的綽號是「瘋狗」（Mad Dog）和「機關槍」（Machine Gun）。
2013年，葛華斯在當年的澳洲游泳錦標賽中獲得200米蝶泳全國冠軍。2014年期間，葛華斯飽受肩頸劇痛之苦，經檢查發現病因是顎部緊張，隨後進行正畸治療。她在2014年和2015年澳洲游泳錦標賽中衛冕200米蝶泳全國冠軍，並在2016年於阿德莱德再度衛冕該項冠軍，同時在該屆賽事中獲得100米蝶泳亞軍。
在2014年英联邦运动会上，她獲得200米蝶泳銅牌，並於自由泳接力預賽獲得冠軍。在2015年於俄羅斯喀山舉行的世界游泳锦标赛中，她200米蝶泳中排名第9，在100米蝶泳中排名第11。她還參加了混合泳接力的預賽，最終澳洲隊在該項目中奪冠。
2016年4月，葛華斯入選澳洲代表隊，將參加2016年里約熱內盧夏季奧運會的100米蝶泳、200米蝶泳和4×100米混合泳接力項目 。這是她首次參加奧運會。她在100米蝶泳中未能晉級半決賽，但以最快成績晉級200米蝶泳決賽，最終獲得銀牌，僅以0.03秒之差落後於西班牙選手米芮亞·貝蒙特。
2021年6月，葛華斯宣佈退出2020年夏季奧運會澳洲隊選拔賽，以抗議「體育界的厭女症變態及其諂媚者」，並表示這一決定是「多年來目睹並『受益於』一種依賴人們忽視不良行為而得以存在的文化的最終結果」。2020年12月，她在推特上發文透露，在一名教練對她發表不適當言論後，她已向澳洲游泳協會投訴。